# Ötvös Gábor
Ötvös Gábor (Budapest, 1983. február 19. – ) zeneszerző, zongoraművész, zongoratanár, a The CrossOvers zenekar alapítója.

## Életpályája
Édesapja jazz-zongorista, édesanyja jazz-énekesnő volt.
A Petőfi Általános Iskola ének-zene tagozatán alapozta meg zenei tanulmányait, a XI. kerületi Weiner Leó Zeneiskolában 1990-ben kezdett el zongorát tanulni, zongora tanára Sármai József volt. Már az első pár zeneiskolai évben írt saját kis darabokat. 1998-tól 2002-ig járt a Weiner Leó Zeneművészeti Szakközépiskolába. 
A konzervatórium elvégzése után a jazz és a pop műfajok felé vette az irányt, 2003-tól 2004-ig a kőbányai jazz-konzervatóriumba járt. Betekintést nyert a jazz összhangzattan és más zenei műfajok világába. Már akkor nagyon sok ismert zenész-énekessel volt lehetősége együtt játszani és egy évig egy funky-jazz zenekarnak is a billentyűse volt. Ezután a kitérő után felvételizett a Debreceni Egyetem Zeneművészeti Karára, ahol az első három évben főiskolai hallgatóként tanult, majd 2007-ben átvették az egyetemi képzésre. Ezzel egy időben, 2007-ben egy alapítványi iskolában kezdett tanítani. 2008-ban megnyerte az egyetem által rendezett országos Schubert-Debussy Versenyt, és Kiemelt Nívó díjat kapott. 2009-ben diplomázott a Debreceni Egyetem Zeneművészeti Karán, zongoraművész-tanár szakon.
2009 őszétől az érdi Lukin László Alapfokú Művészeti Iskolában zongoratanárként dolgozott, és egyre több időt töltött zeneszerzéssel. Ezzel együtt egy teljes fuvola tanszak korrepetitori teendőit is ellátta. A 2010 tavaszán megrendezett budapesti fuvolaversenyen tanári különdíjat kapott a korrepetitori munkájáért.
2010-ben 4 hónapot a Bejrúti Művészeti Konzervatóriumban tanított, a tanítás angolul folyt. Itt lehetősége volt megismerkedni a világ különböző pontjairól érkezett tanárok didaktikai módszereivel. Miután visszatért Budapestre, írt egy 50 karakterdarabból álló zongoráskönyvet gyermekeknek. A zongoráskönyv metodikájához Bartók: Mikrokozmosz sorozatának felépítését vette alapul. 2011-től a Kispesti Alapfokú Művészeti Iskolában (Kispesti Szatmári László Alapfokú Művészeti Iskola) dolgozik zongoratanárként. 2013-ban már a saját zongoraiskolájából válogatott darabokkal vizsgáztak a növendékei.

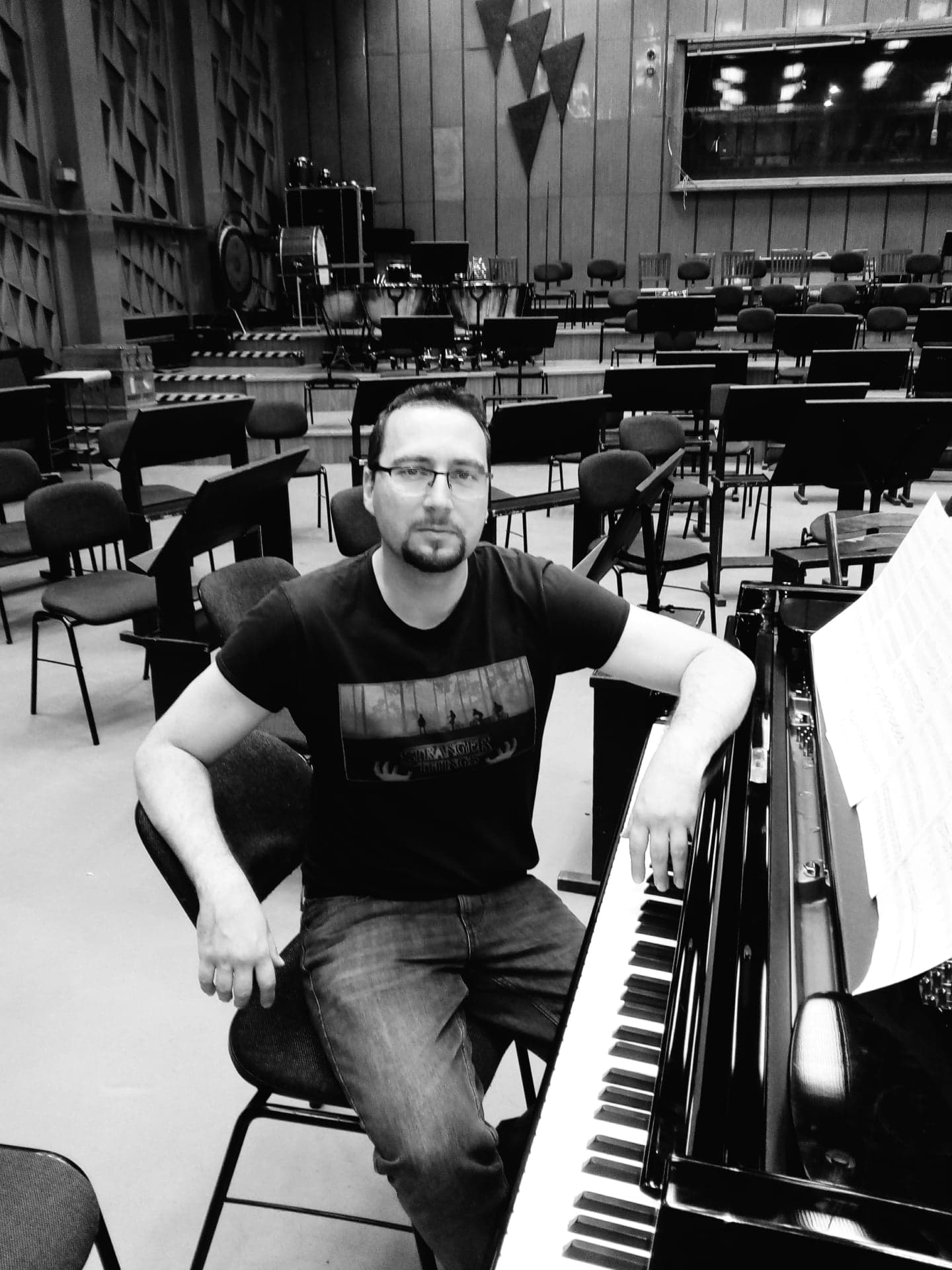
Ötvös Gábor felvételen

Emellett 2010-től komolyan kezdett foglalkozni a komolyabb és több hangszerre történő zeneírással. 2014-ben, több sikeres ősbemutató koncert után, a legtöbbet foglalkoztatott fuvolista kolléganőjével, Szimicsevics Judittal megalapították az Ötvös Session Music nevű formációt, mely a 2020. évi névváltozás óta The CrossOvers-ként szerepel. Ritmikusan lüktető, a kortárs zenéből populárisan táplálkozó karakterdarabokat játszanak klasszikus fuvola-zongora felállásban. A zenekar összművészeti műhelyként működik, több művésszel és művésztanárral dolgoznak együtt (Csonka Gábor, Szilvási Attila, Drahos Evelin, Draskóczy Lídia, Janca Dániel, Hlaszny Ádám, Molnár Tamás, Németh Gábor, Tóth Péter). 2018 júliusában nagyszabású koncertshow-t szerveztek a Csillebérci Szabadtéri Színpadon. Még ebben az évben megjelent az első lemezük Reményszimfónia címmel, amely műfaját tekintve könyvzene, Sienna Cole azonos című regénye ihlette.
2018 őszén bemutatták a Régi fény ragyogjon, Szigetvár 1566 című dokudráma filmhez készített zenés filmetüdjét, a Boldogasszony Anyánk-at, ami több moziban, TV-s műsorban és rendezvényen elhangzott. A film bemutatóin a The CrossOvers is fellépett.
2019-et javarészt a koncertek, stúdiómunkák és a TV-s rádiós interjúk tették ki (HírTV, Klasszik Rádió 92.1, Magyar Katolikus Rádió). Több felvétel, videóklip készült ebben az időszakban (Vivaldi Rocks, Let the River flow The Island, Broken, Appassionata), megjelentetésük a The Crossovers YouTube csatornáján történt.
2020-ban a COVID-19 járvány miatti karantén időszakában második lemezünkön dolgozott, amely Sienna Cole: Ahol a százszorszépek nyílnak című regényéhez írt könyvzene. Az album jelentős médiafigyelmet kapott (Hír TV, Klasszik Rádió 92.1, Magyar Katolikus Rádió, Kispest INFO, Bézs-Rádió) és még abban évben megjelent Spotify-on, YouTube-on is.
2021-ben tovább kísérletezett a zenei stílusokkal és kitalált egy viszonylag új műfajt, amit Epic Opera Crossover-nek nevezett el. Ezt a zenei kezdeményezést 2021 tavaszán a Dies Irae című művében öntötte formába, ami a legtöbb hangszeres apparátust igénylő darabja. Ezt követte 2021 őszén, a szintén hasonló új stílusban írt In Aeternum, mindkét epic opera crossover hivatalosan is megjelent klip és album formájában. Ugyanebben az évben már a Piano Voyage szóló lemezén is dolgozott, ami 2022 tavaszán hivatalosan is megjelent, harmadik nagylemezként. Emellett még számos fuvola darabot írt és publikált (Spotify-on és YouTube-on). A  The CrossOvers-szel szerepelt a Petőfi TV Live-ban, játszott a Dél Pesti Művészeti Napokon és az Ukrajnáért rendezett Jótékonysági-koncerten.
Németh Gábor gitárossal és a Nortyx Studio-val belekezdett egy rock-piano crossover lemezanyag munkálataiba, amiből a Legend és The Age of the Titans hivatalosan is megjelent a nagyobb zenei portálokon.
Jelenleg a 2022 őszén megjelenő, teljes egészében fuvola szólólemezként funkcionáló "Soul of the Flute" lemezen dolgozik, melyhez több klipet is terveznek.

## Jelentősebb koncertek
- 2018 Koncertshow – Csillebérci Szabadtéri Színpad
- 2019 Klasszik Rádió 92.1 színpadán
- 2019 Jazzy Rádió 90.9 színpadán
- 2021 Hullócsillagok éjszakája – Budai Szabadtéri Színház

## Eddigi főbb művei
- 2010: Zongoráskönyv – 50 karakterdarab gyermekeknek
- 2012: https://youtu.be/yYBVjgkqEbU Diary of Dorian Gray
- 2012: https://www.youtube.com/watch?v=KBQ4cQ1rstA Tears Nocturne
- 2019: https://youtu.be/AjhOuuxR4UI Blue Moon Flute
- 2019: https://youtu.be/mjs7dyh_Ni4 See Me
- 2019: https://www.youtube.com/watch?v=KjEa7EvfcfE Vivaldi Rocks
- 2021: https://www.youtube.com/watch?v=59bM0-nNiQc Dies Irae
- 2022: https://www.youtube.com/watch?v=mugSJS0KIAc In Aeternum
- 2022: https://www.youtube.com/watch?v=R-iKYk-P3io Faust-Sonata
- 2022: https://youtu.be/MbemdiKk6y4 Miracles

## Diszkográfia
- 2018: https://muveszeti-kispest.hu/2018/10/cd-kiadas/ Archiválva 2022. május 26-i dátummal a Wayback Machine-ben Reményszimfónia (Album): ismertető)
- 2020: https://www.youtube.com/watch?v=yUGMf08e-58&list=OLAK5uy_n1r5YN1gYL1BFpgJ1swSuJ40GEfCqSOYY Ahol a százszorszépek nyílnak (Album)
- 2021: https://www.youtube.com/watch?v=V3mAsoMa-g8&list=OLAK5uy_kMvCNxSVNbwG9hZ_mBH1Er35su09W3L6Y&index=2 Legend (Kislemez)
- 2021: https://www.youtube.com/watch?v=t1dHdw6wUYs&list=OLAK5uy_kmcn5W_qhG8DYRMArbHjG2j_T2Kx-FD7Y&index=2 DIES IREA (Kislemez)
- 2022: https://www.youtube.com/watch?v=_DjvfqGxlEw&list=OLAK5uy_nuXNysHjHyz3vqXBnlexMYTZXgG3_ezrQ&index=2 Age of  The TITANS (Kislemez)
- 2022: https://www.youtube.com/watch?v=mqNag42QiaY&list=OLAK5uy_kadBu5ifzroA2hr-ic9qsF8M6bse_jz54&index=2 Ide tartozom (Kislemez)
- 2022: https://youtu.be/mugSJS0KIAc In Aeternum (Kislemez)
- 2022: https://www.youtube.com/watch?v=tHB96jprihw&list=OLAK5uy_kbq6Bc0Uz93JjCb0yVjJ-dtNnNo2CMkVk&index=2 Piano Voyage (Szólóalbum)